# Dependențele Coroanei Britanice

În această hartă, Insula Man este situată în Marea Irlandei între Anglia și Irlanda, iar Jersey și Guersey sunt situate în Marea Mânecii la vest de peninsula franceză Cotentin

Dependențele coroanei sunt posesiuni ale Coroanei Britanice, spre deosebire de Teritoriile britanice de peste mări sau coloniile Regatului Unit. Acestea sunt Insulele Canalului - bailiwickurile Jersey și Guernsey și Insula Man în Marea Irlandei.
Nici una nu face parte din Regatul Unit, ele fiind jurisdicții separate, nefiind parte nici a Uniunii Europene. Toate dependențele coroanei sunt membre ale Consiliului Britano-Irlandez. Din 2005 fiecare entitate are un Ministru șef cu rol de șef al guvernului. Cu toate acestea, deoarece sunt posesiuni ale Coroanei Britanice ele nu sunt națiuni suverane propriu zise. Aceste dependențe formează o federație cu Regatul Unit, cunoscute sub numele de Insulele Britanice. Acestea sunt tratate ca parte a Regatului Unit în ceea ce privește statutul de național al cetățenilor. 
Fiecare insulă are propriul cod internațional de înmatriculare a autovehiculelor (GBG - Guernsey, GBJ - Jersey, GBM - Insula Man), domeniul propriu de internet (.gg - Guernsey, .je - Jersey, .im - Insula Man), și propriile coduri ISO 3166-2, întâi rezervate pentru Uniunea Poștală Universală (GGY - Guernsey, JEY - Jersey, IMN - Insula Man) și apoi adăugate în mod oficial și de către Organizația Internațională pentru Standardizare.

## Dependențele coroanei

### Bailiwickul Guernsey
Bailiwickul Guernsey include insula Guernsey, insula Sark, insula Alderney, insula Herm și alte insule mai mici. Are parlamentul propriu numit States of Guernsey.
În cadrul Bailiwickului, Sark se bucură de o oarecare autonomie fiind un stat feudal (în cale de democratizare), condus de un Senior, și o adunare leguitoare numită Chief Pleas. Alderney, de asemenea se bucură de autonomie, fiind condusă de o adunare leguitoare numită States, și având un președinte ales.
Guernsey își emite propriile bancnote, lira din Guernsey, emițând inclusiv monede. Acestea circulă în mod liber în cadrul celor două insule ale canalului împreună cu bancnotele și monedele Regatului Unit. Nu sunt o modalitate legală de plată în cadrul Regatului Unit, dar sunt de multe ori acceptate.
Sunt puține partide politice, candidații participând în general ca independenți.
Guernsey are propriile sisteme legale și de sănătate și propria politică de imigrație care însă nu este valabilă în celălalt bailiwick. Împreună cele două bailwickuri exercită tratate de dublă taxare, pentru a evita ca persoanele să fie taxate de două ori. Din 1961 fiecare bailiwick are curtea sa separată de apel, dar există o anumită corelație între cele două curți.

### Bailiwickul Jersey
Bailiwickul Jersey este format din Insula Jersey și dependențele sale nelocuite. 
Parlamentul se numește States of Jersey iar din 2005 a fost introdus postul de Ministru Șef( engleză Chief Minister). Jersey își emite propriile bancnote, lira din Jersey, emițând inclusiv monede. Acestea circulă în mod liber în cadrul celor două insule ale canalului împreună cu bancnotele și monedele Regatului Unit. Nu sunt o modalitate legală de plată în cadrul Regatului Unit, dar sunt de multe ori acceptate.
Sunt puține partide politice, candidații participând în general ca independenți.
Jersey are propriile sisteme legale și de sănătate și propria politică de imigrație care însă nu este valabilă în celălalt bailiwick. Împreună cele două bailwickuri exercită tratate de dublă taxare, pentru a evita ca persoanele să fie taxate de două ori. Din 1961 fiecare bailiwick are curtea sa separată de apel, dar există o anumită corelație între cele două curți.

### Insula Man
Tynwald, Parlamentul Insulei Man, se consideră a fi cel mai vechi parlament al lumii având o existență continuă, fiind înființat în anul 979. (Totuși nu poate pretinde cronologic a fi cel mai vechi parlament al lumii, deoarece parlamentul Islandei, Althing datează din 930.) Este format dintr-un corp ales în mod direct House of Keys și dintr-un Consiliu Legislativ ales în mod indirect. Ele pot avea ședințe fie separate fie împreună pentru a discuta documentele legislative, care atunci când sunt aprobate sunt numite Acts of Tynwald. Candidații se prezintă la alegeri în general ca independenți. Există un Consiliu de Miniștrii condus de un Ministru Șef.
Insula Man emite propriile monede și bancnote care circulă liber alături de monedele Regatului Unit și bancnotele engleze sau scoțiene. Poșta Insulei Man emite propriile timbre, având un venit semnificativ din emiterea edițiilor speciale pentru colecționari.

## Relația cu Coroana Britanică
În fiecare Dependență a Coroanei, monarhul britanic este reprezentat de un Locotenent Guvernator, un post care este în principal ceremonial.

### Insulele Canalului
Insulele Canalului fac parte din teritoriile anexate de Ducatul Normandiei în 933 de la Ducatul Bretaniei. William Cuceritorul, Ducele de Normandia, a pretins titlul de Rege al Angliei în 1066 și și-a securizat pretenția prin Cucerirea Normandă a Angliei. În urma conflictelor ulterioare dintre Regele Anglie și Regele franței, acesta din urmă i-a retras primului titlul de Duce de Normandia în 1204, dar Insulele Canalului au rămas loiale acestuia. Monarhii britanici au retaliat, pretinzând titlul de rege al Franței, pretenție la care au renunțat în 1801. La nici un moment nu s-a pus problema ca insulele canalului să devină partea a Regatului Angliei sau să formeze o uniune asemenea celei cu Regatele Scoției sau al Irlandei. Așadar responsabilitățile feudale au rămas în sarcina Ducelui nominal, inclusiv după ce Regele Angliei a renunțat la acest titlu.
După Revoluția Engleză, odată cu restaurația lui Carol al II-lea Stuart care și-a petrecut exilul în Jersey, Insulele Canalului au primit privilegii suplimentare inclusiv puterea de a-și impune propriile taxe vamale.

### Insula Man
În Insula Man, monarhul britanic este cunoscut ca Lord of Mann, un titlu deținut succesiv de o serie de nobili nordici, scoțieni și englezi, până în 1765 când a fost atribuit definitiv monarhului britanic.

## Relația cu Regatul Unit
Guvernul Britanic este singurul responsabil pentru apărarea și reprezentarea internațională a dependențelor, dar fiecare insulă are responsabilitatea gestionării vamelor și a imigrației. Dependențele se află în responsabilitatea Departamentului pentru afaceri Consituționale ale guvernului britanic, până în 2001 ele fiind sub responsabilitatea ministerului de interne (Home Office).
Toată legislația insulară trebuie să aibă aprobarea Reginei. Actele Parlamentului Britanic nu se aplică în acestea decât dacă este stipulat în mod explicit, dar acest lucru este din ce în ce mai rar. 
Proximitatea culturală și constituțională între insule și Regatul Unit a dus la o serie de instituții și organizații comune. BBC are un post de radio și de televiziune local în insulele canalului, dar nu în Insula Man, și cu toate că insulele au jurisdicție asupra poștei și telecomunicațiilor locale ele continuă să participe la planul de telefonie în Regatul Unit și au adaptat sistemul de coduri poștale pentru a fi compatibile cu cel al Regatului Unit.

## Relația cu Uniunea Europeană
Cu toate că nu fac parte din Uniunea Europeană, decizând să nu acceadă odată cu Regatul Unit, dependențele coroanei au o relație complicată cu UE, guvernată de Articolul 299(6)(c) al tratatului de înființare a Comunității Europene:
Acest tratat de aplică Insulelor Canalului și Insulei Man doar în măsurile necesare implementării aranjamentelor pentru aceste insule stabilite în Tratatul de aderare a noilor state mambre la Comunitatea Economică Europeană și la Comunitatea Europeană a Energiei Atomice semnată la 22 ianuarie 1972.;
și prin protocolul 3 al actului de aderare al Regatului Unit la Comunitate.